# 이화린
이화린(1991년 4월 20일 ~ )은 대한민국의 2014년 미스코리아 광주-전남 진(眞)이다.

## 프로필
- 출생: 1991년 4월 20일
- 신체: 169cm, 52.3kg, 36-24-38
- 학력: 경기대학교 서울캠퍼스 연기학과
- 수상: 2014년 미스코리아 광주-전남 진(眞)
- 취미: 요가, 발레
- 특기: 무용, 연기

## 출연

### 드라마
- 2021년 MBC 일일드라마 《두 번째 남편》 ... 이화린 역
- 2022년~2023년 MBC 일일드라마 《마녀의 게임》 ... 조예서 역
- 2023년 MBC 일일드라마 《하늘의 인연》 ... 조 과장 역